# Havelockia novacorona
Havelockia novacorona is een zeekomkommer uit de familie Phyllophoridae.
De wetenschappelijke naam van de soort werd in 1960 gepubliceerd door Gustave Cherbonnier.